# الوصايا العشر (فلم 1956)
الوصايا العشر (بالإنجليزية: The Ten Commandments) هو فيلم ملحمي تاريخي تم إنتاجه عام 1956. من إنتاج وإخراج سيسيل بي. ديميل وتمثيل شارلتون هيستون، ويول براينر، وآن باكستر، وإدوارد روبنسون، وإيفون دي كارلو، وديبرا باجيت وفرانك لاكتين. ويحكي قصة حياة موسى الأمير المصري الذي تبنته أسرة فرعون حتى أصبح المخلص لأهله الأصليين وهم العبيد العبرانيون. ثم خروج شعب إسرائيل من مصر وقصة التيه. ثم تلقي النبي موسى الوصايا العشر من ربه عند طور سيناء.

## الحبكة
بعد سماعه نبوءة قدوم الرسول المخلص، يأمر فرعون مصر رعمسيس الأول بقتل جميع المواليد الجدد الذكور من اليهود. تُنقذ يوكابد بنت لاوي ابنها من خلال وضعه في سلة ورميه في نهر النيل. تجد بتياه ابنة رعمسيس (وشقيقة الفرعون المستقلبي سيثي) التي أصبحت أرملة منذ وقت قريب هذه السلة، وتقرر تبنيه على الرغم من معارضة خادمتها ممنت التي تعرفت على ملامح الطفل اليهودية، وتقرر دعوة الطفل باسم موسى.
يكبر الطفل موسى ليصبح قائدًا عسكريًا ناجحًا، منتصرًا في الحرب مع الحبشة ومؤسسًا تحالفًا قويًا. يقع موسى والأميرة نفرتيتي في الحب، لكنها يجب أن تتزوج من الفرعون القادم. خلال عمله على بناء مدينة احتفالًا بيوبيل الفرعون سيثي، يلتقي موسى بالنحات يوشع بن نون، والذي يخبره عن الإله العبري. ينقذ موسى امرأة مسنة من الهرس دون أن يعلم بأنها أمه الحقيقية يوكابد، ويوبخ باكا المشرف على العمال.
يجري موسى إصلاحات في نظام معاملة العبيد في المشروع، لكن الأمير رعمسيس الثاني (شقيق موسى بالتبني) يتهمه بالتخطيط لتمرد. يرد موسى بأنه يجعل العمال أكثر إنتاجًا من خلال الإجراءات الجديدة، ما يدفع رعمسيس للشك بأن موسى هو الرجل الذي يدعوه اليهود بالرسول المخلص.
تعلم نفرتيتي من الخادمة ممنت أن موسى هو ابن عبيد من اليهود. تقتل ممنت لكنها تكشف الأمر لموسى فقط بعد أن تجد قطعة من القماش اللاوي كان موسى ملفوفًا بها عندما كان رضيعًا، والتي احتفظت بها ممنت. يتبع موسى بتياه إلى منزل يوكابد حيث يلتقي بأمه الحقيقية وشقيقه هارون وأخته مريم.
يتعلم موسى المزيد عن حياة العبيد من خلال العمل معهم. تدعوه نفرتيتي للعودة إلى القصر ليتمكن من مساعدة شعبه عندما يصبح فرعونًا، ويوافق على ذلك بعد أن يكمل مهمة أخيرة. ينقذ موسى يوشع من الموت من خلال قتل باكا، مخبرًا يوشع بأنه يهودي أيضًا. يشهد المشرف داثان هذا الاعتراف، ويذهب لإخبار رعمسيس. بعد اعتقاله، يشرح موسى أنه ليس المخلص، لكنه سوف يحرر العبيد إن استطاع ذلك. عندما يعلن سيثي عن رعمسيس الثاني وريثه الوحيد، ينفي رعمسيس موسى إلى الصحراء. خلال هذا الوقت يعلم موسى بخبر موت والدته.
يشق موسى طريقه في الصحراء ليصل إلى بئر في مدين. بعد إنقاذ سبع أخوات من العماليق، يستضيف والد الفتيات -وهو شيخ بدوي اسمه شعيب ويعبد رب إبراهيم- موسى في منزله. يتزوج موسى من صفورة ابنة شعيب الكبرى. لاحقًا يجد يوشع الذي هرب من الأشغال الشاقة. بينما كان يعمل في الأرض، يرى موسى شجرة متقدة على قمة جبل سيناء ويسمع صوت الرب، ليعود بعدها إلى مصر بهدف تحرير العبرانيين.
يواجه موسى الفرعون المصري الجديد رعمسيس الثاني بهدف الحصول على حرية العبيد، محولًا عصاه إلى أفعى كوبرا. يحاول جانس مشعوذ الفرعون أداء الخدعة ذاتها بعصاه، لكن أفعى موسى تلتهم أفعاه. يمنع رعمسيس تقديم القش للعبرانيين الذين يستخدمونه في بناء الطوب. تنقذ نفرتيتي موسى من الرجم حتى الموت من قبل اليهود حيث يكشف لها أنه متزوج.
تُبتلى مصر بعدد من الأوبئة. يحول موسى مياه نهر النيل إلى دم في مهرجان للإله خنوم ويرسل البَرَد الملتهب إلى قصر الفرعون. يحذره موسى من أن الطاعون الجديد الذي سوف يلحق بمصر سوف يُستدعى من قبل الفرعون بنفسه. يأمر رعمسيس -غاضبًا من موسى- بقتل كل مولود أول من العبرانيين، لكن ضبابة من الموت تقتل جميع المولودين الأوائل في مصر، ومن بينهم المولود الجديد لرعمسيس ونفرتيتي. يأمر الفرعون غاضبًا بنفي جميع العبرانيين من مصر، وبذلك يبدأ الخروج من مصر.
بعد أن استفزته نفرتيتي، يجمع رعمسيس جيشه ويلحق بالعبرانيين إلى البحر الأحمر. يحصل موسى على مساعدة الرب في إيقاف المصريين من خلال عمود النار الذي اعترض مسار الجيش المصري، ثم من خلال شق البحر الأحمر. بعد أن يصل العبريون إلى بر الأمان، يُطلق موسى جدران المياه لتسقط على الجيش المصري وتغرقه. يعود رعمسيس مدمرًا خالي الوفاض إلى نفرتيتي، ذاكرًا أنه يعترف بإله موسى الآن.
ينزل موسى مرة أخرى من الجبل مع يوشع، ويرى الوصايا العشر التي أمر بها الرب مكتوبة على لوحين حجريين. في هذه الأثناء، يحث داثان الذي نفذ صبره هارون المتردد على بناء صنم بشكل عجل ذهبي. يلي ذلك حفل جنسي جماعي آثم يشارك فيه معظم العبرانيين.
بعد أن يخبر الرب موسى بأمر الحفل الجنسي الجماعي، ينزل الأخير من الجبل ليلتقي بيوشع. غاضبًا من الانحطاط الذي يراه، يرمي موسى اللوحين الحجريين على العجل الذهبي الذي ينفجر قاتلًا معه المحتفلين العصاة، ويدفع باليهود إلى التيه في الصحراء لمدة أربعين سنة.
بعد أربعين سنة، يقود موسى العجوز بقية العبرانيين إلى أرض كنعان. لكن موسى لم يتمكن من دخول أرض الميعاد بسبب المعاصي المرتكبة بحق الرب في السابق. بدلًا من ذلك يعين موسى يوشع زعيمًا للعبرانيين، ويودع شعبه على جبل نيبو.

## طاقم التمثيل

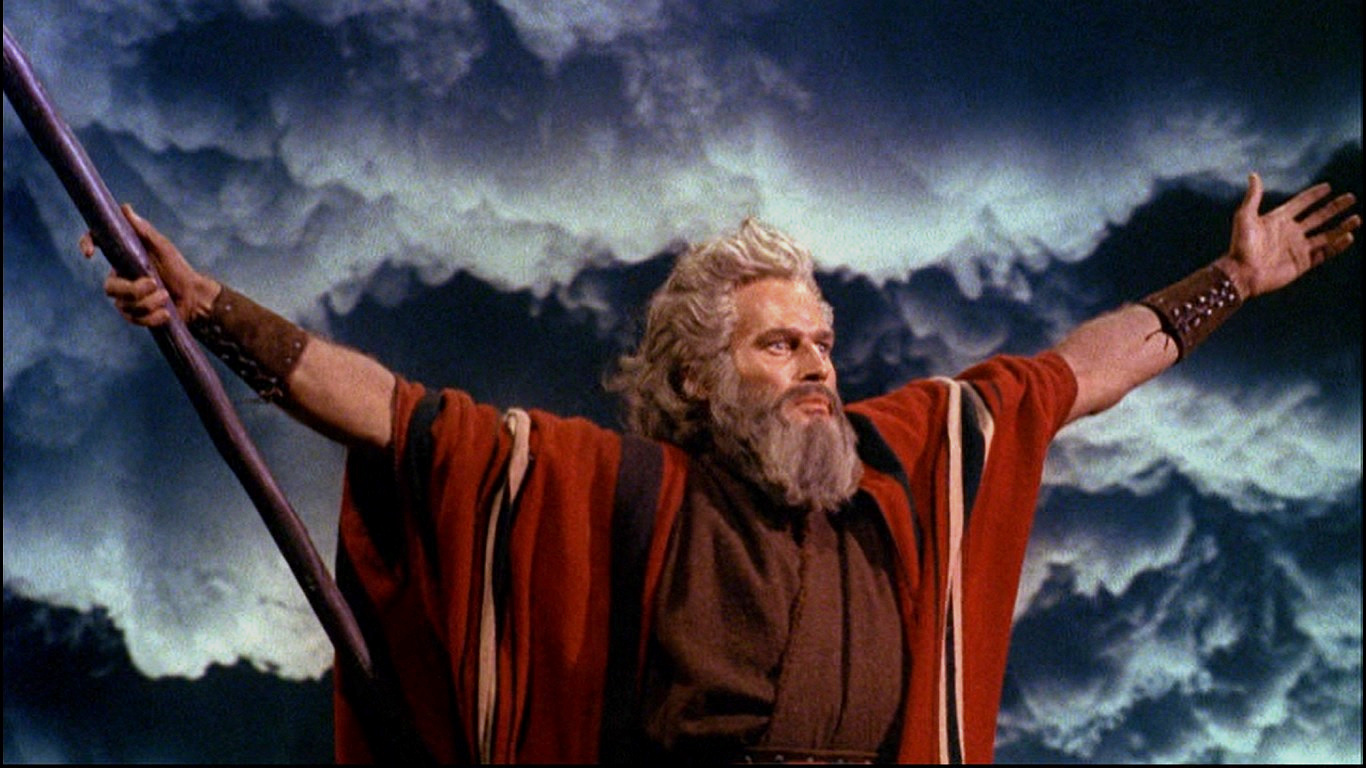
شارلتون هيستون في دور موسى

في شارة بداية الفيلم، تظهر أسماء الطاقم التمثيلي بالترتيب التالي:
- شارلتون هيستون بدور موسى (وصوت الرب عند الشجرة المتقدة)
- يول برينر بدور رعمسيس الثاني
- آن باكستر بدور نفرتيتي
- إدوارد جي. روبنسون بدور المشرف داثان
- إيفون دي كارلو بدور صفورة
- ديبرا باجيتبدور بدور ليليا
- جون ديريك بدور يوشع بن نون
- السير سيدريك هاردويك بدور سيثي
- نينا فوش بدور بتياه
- مارثا سكوت بدور يوكابد
- جوديث أندرسون بدور ممنت
- فينسنت برايس بدور باكا
- جون كارادين بدور هارون بن عمران شقيق موسى
- أوليف ديرنغ بدور مريم (كلثوم) بنت عمران شقيقة موسى
- دوغلاس دومبريل بدور جانس مشعوذ الفرعون
- فرانك دي كوفا بدور أبيرام
- هنري ويلكوكسون بدور بنتور
- إدوارد فرانز بدور شعيب
- دونالد كورتيس بدور ميرد
- لورنس دوبكين بدور حور صديق موسى
- هنري بيرون وارنر بدور عميناداب
- جوليا فاي بدور أليشابع
- ليزا ميتشل - نويل وليامز - جوانا مرلين - بات ريتشارد - جويس فاندرفين - ديان هول (بنات شعيب)
- عباس البغدادي بدور سائق عربة رعمسيس
- فرقة الفرسان من القوات المسلحة المصرية بدور فرقة عربات الفرعون الحربية
- فريزر كلارك هيستون بدور موسى الرضيع
- جون ميلجان بدور الأعمى
- فرنسيس مكدونالد بدور شمعون
- يان كيث بدور رعمسيس الأول
- باول دي رولف بدور أليعازر بن هارون
- وودرو سترود (وودي سترود) بدور ملك الحبشة
- تومي دورام بدور جرشوم بن موسى
- يوجين مازولا بدور آمون بن رعمسيس
- رامزي هيل بدور قارون
- جوان وودبيري بدور زوجة قارون
- إسثر براون بدور الأميرة ثبريس أميرة كوش
- بابيت بين بدور مريم الصغيرة[4]

## الأوسكار والترشيحات
حصل الفيلم على جائزة الأوسكار عام 1957 لأفضل مؤثرات بصرية (مشهد شق البحر الأحمر) كما حصل على ترشيحات لأفضل إخراج وأفضل ألوان وأفضل تصوير وأفضل تصميم ملابس وأفضل إعداد وأفضل صورة وأفضل صوت وتسجيل، كما ترشح الممثل شارلتون هيوستن لجائزة الغولدن غلوب لأفضل ممثل في فيلم درامي.

## إيرادات الفيلم
حصد الفيلم نجاح باهر فجمع أكثر من 185 مليون دولار في (شباك التذاكر الأمريكية) ويعتبر خامس أكثر الأفلام نمواً في الإيرادات في تاريخ الولايات المتحدة وكندا حيث جمع حتى الآن (2010) حوالي 977 مليون و 260 ألف دولار.
تم إنتاج فيلم رسوم متحركة يحمل نفس الاسم في 2007 بالإضافة إلى بعض المسلسلات أو الأفلام التي تحمل نفس الاسم أو أسماء مشابهة.

## روابط خارجية
- الوصايا العشر على موقع IMDb (الإنجليزية)
- الوصايا العشر على موقع الموسوعة البريطانية (الإنجليزية)
- الوصايا العشر على موقع روتن توميتوز (الإنجليزية)
- الوصايا العشر على موقع نتفليكس (الإنجليزية)
- الوصايا العشر على موقع قاعدة بيانات الأفلام العربية
- الوصايا العشر على موقع ألو سيني (الفرنسية)
- الوصايا العشر على موقع Turner Classic Movies (الإنجليزية)
- الوصايا العشر على موقع أول موفي (الإنجليزية)
- الوصايا العشر على موقع بوكس أوفيس موجو (الإنجليزية)
- الوصايا العشر على موقع فيلمافينيتي (الإسبانية)